# Iaazzanene
Iaazzanene (franska: Iaazzanene (CR), Iaazzanene (Commune Rurale), arabiska: مليلية) är en kommun i Marocko.   Den ligger i provinsen Nador och regionen Oriental, i den nordöstra delen av landet, 400 km öster om huvudstaden Rabat. Antalet invånare är 11 815.